# Elaeagnus calcarea
Elaeagnus calcarea är en havtornsväxtart som beskrevs av Z.R. Xu. Elaeagnus calcarea ingår i släktet silverbuskar, och familjen havtornsväxter. Inga underarter finns listade i Catalogue of Life.